# 報道LIVE トコトン
『報道LIVE トコトン』（ほうどうライブ トコトン）は、宮崎放送（MRTテレビ）で土曜夕方に放送されていたローカルワイドニュース番組である。2016年10月1日放送開始。MRTの土曜夕方のニュース番組としては3代目（初代：報道いま宮崎、2代目：MRTニュースサタデーNext）にあたる。2018年3月31日放送終了。

## 概要
4年間続いた『MRTニュース サタデーNext』を大幅にリニューアルする形で2016年10月1日放送開始。番組内容は『サタデーNext』のコンセプトをそのまま継承し、特集コーナーの充実と前番組では扱わなかったトレンド・お天気中継などのコーナーを新設しより分かりやすく伝える。
また番組スタジオは前番組では『MRTニュース Next』と同じスタジオセットを使用していたが、当番組からは番組独自のスタジオセットを使用する。放送尺は前番組と比べ30分長い。

## 放送時間
- 土曜 16:30 - 17:30（JST）[1]

## 主な内容
- 『WEEKLY PICK UP NEWS』 - 宮崎で起こった1週間の出来事をまとめて伝える。
- 『トコトン特集』 - 特集コーナー。
- 『トコイチ!』 - スポット・グルメ・モノなどの情報を紹介。
- 『MRTニュース』 - 外種子田が土曜夕方のニュースを伝える。
- 『照ラス人』 - 宮崎県内で頑張る人や宮崎に縁のある人々を紹介。
- 『トコトン中継』 - 宮崎県内各所から中継と気象情報も伝える。

## 出演者
特記のない人物はMRTアナウンサー（後述の佐々木を除く）。

### メインキャスター
- 伊賀透浩[2]
- 外種子田結

### 番組リポーター
- 甲斐蓉子
- 佐々木舞夕

### 番組コメンテーター
- ※週替わりで2名出演する。

## 番組オープニング曲
- 2016年10月1日 - ：JABBERLOOP「ソレソレ」

## その他
- 前番組『サタデーNext』から引き続き公式ホームページ上でニュースの動画配信を行っている。
- 放送2回目の2016年10月8日放送分よりカスタム時計の表示を実施している。[3]（MRTテレビでカスタム時計の表示を実施してるのはキー局制作のあさチャン!と当番組のみ。）